# 宗庆后
宗慶後（1945年10月11日—2024年2月25日），浙江杭州人，中华人民共和国企业家，中国共产党党员，全国劳动模范。他是娃哈哈集团的创始人，1991年起担任杭州娃哈哈集团有限公司董事长直至去世。宗庆后曾经是全国劳动模范、全国五一劳动奖章获得者，改革开放40年百名杰出民营企业家，第十、十一、十二届全国人大代表。在2010年、2012年和2013年的胡润百富榜中成为中国首富。及後於2016年胡润百富榜中，以1120億人民幣財富排名第5位。

## 生平
1945年10月11日（戶籍上為12日）出生于江苏省宿迁县（今宿迁市），因屬於家族「承前啟後，繼往開來」的「後」字輩，且在中華民國國慶日後出生而得名「慶後」。祖父在民国时期曾任河南省代理省长，父亲宗启騄在国民政府当过职员，1949年后失业，全家靠在杭州柳翠巷小学做小学教师的母亲王树珍的工资度日。宗庆后父亲宗启騄夫妇曾在南京和宿迁居住过，他的曾祖父辈均为杭州府钱塘县籍，所以1949年以后迁归浙江杭州祖籍工作。 
中學畢業後曾在舟山鹽場工作，1964年，在浙江绍兴茶叶厂任调度。1979年任小學教師的母親退休，於是他返回家鄉顶职，但因文化水平低，只能在邮电路小学裡當校工，做推销员。1987年4月，42歲的宗慶後以14萬元借款承包了连年亏损的杭州上城区校办企业经销部，代銷人家的汽水、棒冰及文具賺錢，同年7月，宗庆后以花粉销货款和5万元银行贷款作为原始资金，筹建了杭州保灵儿童营养食品厂，为杭州保灵集团代加工花粉口服液。1988年，第一支自营产品娃哈哈儿童营养液投产，在全国一炮而红。1989年，工厂更名为杭州娃哈哈营养食品厂。1991年，以8000多万兼并杭州罐头食品厂，成立了娃哈哈食品集团公司。
2007年，公司遭到达能强行并购，宗庆后辞职引发员工抗议，商标终审判归娃哈哈。他指控法国达能公司强行以40亿元人民币的低价并购杭州娃哈哈集团有限公司总资产达56亿元、2006年利润达10.4亿元的其他非合资公司51%的股权，并最后辞职。此事在中国大陆引起轩然大波。
在2011年"两会"上，宗庆后有一项颇为引人瞩目的提案，即建议国企员工都可持股，并按贡献大小定期调整持股额。从1993年开始，娃哈哈集团就已采用全员持股。
2012年10月12日，宗庆后以100亿美元身价登上《福布斯》中国首富。
在2013年“两会”期间的新闻见面会上，宗庆后建议国家建立阶梯式的供房制度，给低薪阶层提供一室一厅的廉租房，月租金控制在其月收入的10%以下；给中产阶层提供一套面积90平米的经济适用房，这个价格约为其月收入的20%，并且在15年内能还清本息；对高收入群体，购买商品房可以不限面积、不限价格，但是必须使用自有资金，不得贷款，而且必须退还原有经适房。同时为了避免房地产市场投资过热还应该向持有多套商品房的炒房者加大征税力度和额度。
2018年10月24日，宗慶後入選中央統戰部、全國工商聯《改革開放40年百名傑出民營企業家名單》。
2023年4月12日，宗庆后卸任娃哈哈法定代表人、总经理，宗庆后仍任娃哈哈董事长。

## 家庭
宗庆后女儿宗馥莉，现任杭州娃哈哈集团有限公司董事长。
宗慶後逝世後，宗继昌（Jacky Zong）、宗婕莉（Jessie Jieli Zong）和宗继胜（Jerry Jisheng Zong，三人均为杜建英所生）自称是宗慶後的子女，因资产纠纷在香港起诉宗馥莉，还在杭州法院提起诉讼，以求获得宗庆后承诺给他们的信托权利，每笔价值7亿美元。杭州市有关部门于2025年7月17日成立专班介入处理。而凤凰网报道称，根据知情人士提供的宗家年谱，宗庆后共育有七名子女，除宗馥莉、杜建英所生的三人，以及2017年女员工所生的孩子之外，其余两名子女的身份不明。

## 逝世
宗庆后晚年罹患肺癌，曾进行过手术治疗。2024年春节前夕，宗庆后缺席风云浙商颁奖仪式及娃哈哈年夜饭，此前他每年均会出席两场活动。之后的媒体报道称，宗庆后因肺癌病重住進浙江大学医学院附属邵逸夫医院，后传出病危消息。
2024年2月25日10时30分，宗庆后因病医治无效逝世，享年79岁。讣告於一個多小時後在娃哈哈集團官方新浪微博宣佈。

### 追悼活动
娃哈哈集团组成“宗庆后同志治丧委员会”，定于2024年2月28日上午10时，在娃哈哈杭州下沙基地举行追思会。
2月25日下午，陆续有娃哈哈员工及市民自发前往娃哈哈清泰街老大楼悼念宗庆后，门前摆满鲜花和娃哈哈饮料。

## 评价
因为对民族品牌以及民族产业的巨大贡献，2013年10月，全国工商联60华诞之际，《中国工商》杂志、华商韬略编辑委员会、中华工商联合出版社联合发起《民营力量璀璨中国梦想——100位对民族产业贡献卓著的民营功勋企业家》荣誉报道活动，彰显民营经济及民营企业家的民族成就与国家贡献，宗庆后获对“民族产业贡献卓著的民营功勋企业家”荣誉。

## 争议

### 美国绿卡
美国一位不愿透露姓名的移民律师说：宗庆后本人持有美国绿卡已长达9年。对此，作为第十二届全国人大代表的宗庆后在2013年回应说：我们全家都没有入外国籍，也没有外国绿卡，目前也没有移民计划；而原来的美国绿卡已取消。

### 遇襲事件
2013年9月13日清晨，宗慶後在其杭州住宅附近遭襲擊，左手被砍傷，四個手指的肌腱被砍斷。當時宗慶後在家門口突遇一位持刀的陌生中年男子。在受到威脅後，宗慶後被對方的刀割傷了左手兩根手指的肌腱，該男子隨後被刑拘。據審查，該男子今年上半年借了3萬元來到杭州找工作，因年紀較大，一直沒有找到。在電視節目上看到過宗慶後幫助農民工的訪談，也想得到宗慶後的援助，在其公司安排一個工作，便到宗慶後的住處附近找到宗慶後，因未如願，于是實施了襲擊行為。遇襲事件後各種猜測的聲音不斷涌現，坊間還出現了「尋仇說」、「報復說」等，還有傳聞稱，娃哈哈公司的內部高管發生重大調整，娃哈哈的經營出現嚴重問題等。對于一系列傳言，宗慶後在12月接受媒體訪問中做了澄清，他表示，遇襲事件應該是個偶發事件，該事件後，自己的生活也沒什麼太大變化。

### 侵吞原始投资人利益指控
1986年前后，娃哈哈只是杭州市某中小学一校办工厂，当时以各学校工会名义号召大家出钱买娃哈哈的法人股，承诺将来一定会上市，1.5元一股，保守估计筹集资金过300万，然后股份一路缩水，10股变一股，在股东持有原始股27年后，每2250元在2013年最终卖股仅拿回6900元。当时按初始投资比例计算，每2250元至少已经增值到几百万。